# Erich Kokamägi
Erich Kokamägi war ein estnischer Fußballspieler.

## Karriere
Erich Kokamägi gewann mit dem SK Tallinna Sport, für den er mindestens in den Jahren 1921 und 1922 aktiv war, jeweils die Estnische Fußballmeisterschaft.

## Erfolge
mit dem SK Tallinna Sport:
- Estnischer Meister: 1921, 1922